# Olifantsoorboom
Olifantsoorboom of guanacaste (Enterolobium cyclocarpum) is een plantensoort uit de onderfamilie Mimosoideae. Het is de nationale boom van Costa Rica. 

## Etymologie
De naam guanacaste komt uit het Nahuatl, de oude taal van de Azteken, die leefden van Centraal-Amerika tot in het noorden van Costa Rica. Guana betekent oor en catl betekent boom. Dus Guanacatl betekent letterlijk oor-boom. De doppen van de zaden lijken op grote oren.

## Determinatie
Olifantsoorboom kan een hoogte bereiken tot ongeveer 25–35 m en een diameter van 3,5 m. De soort bloeit meestal in het vroege voorjaar.

## Ecologie
Olifantsoorboom vormt een breed bladerdak dat schaduw biedt. Ze staan vaak als solitaire boom nabij veeboerderijen waar ze veelal opvallende puntvormige landschapselementen vormen.  Volwassen exemplaren worden bewoond door allerlei dieren zoals kevers, motten, muizen, papegaaien en brulapen.

## Gebruik
De doppen hebben een wasachtige substantie waarvan men soep maakt en de zaden worden gebruikt voor sieraden. Gedroogd zijn deze doppen uitstekend geschikt voor maraca's of sambaballen.